# Cape Reinga
Kaap Reinga (Maori: Te Rerenga Wairua) is het noordwestelijke uiteinde van het Aupouri-schiereiland, een deel van het Noordereiland (Nieuw-Zeeland). De kaap ligt 100 kilometer ten noorden van het dichtstbijzijnde dorp Kaitaia. State Highway 1 strekt zich helemaal uit tot de kaap, maar tot 2010 was de laatste 19 kilometer hiervan onverhard met gravel. Geschikte voertuigen kunnen ook rijden via Ninety Mile Beach en de rivierbedding van de Kauaeparaoa Stream. 
De naam in het Maori, Te Rerenga Wairua, betekent "het vertrekpunt van de geesten". Hierbij wijst het woord Rerenga op de onderwereld. Beide duidt erop dat de Maori denken dat op deze plek de geesten van doden naar de onderwereld gaan. 
De kaap staat op de voorlopige lijst van UNESCO om de status van werelderfgoed te krijgen. De kaap is al een bekende toeristenattractie met 120.000 bezoekers per jaar en 1.300 auto's per dag in het hoogseizoen. De hoeveelheid bezoekers groeit met ongeveer vijf procent per jaar, en zal waarschijnlijk nog verder toenemen nu State Highway 1 tot de kaap is voltooid. 

## Ontmoeting van de zeeën

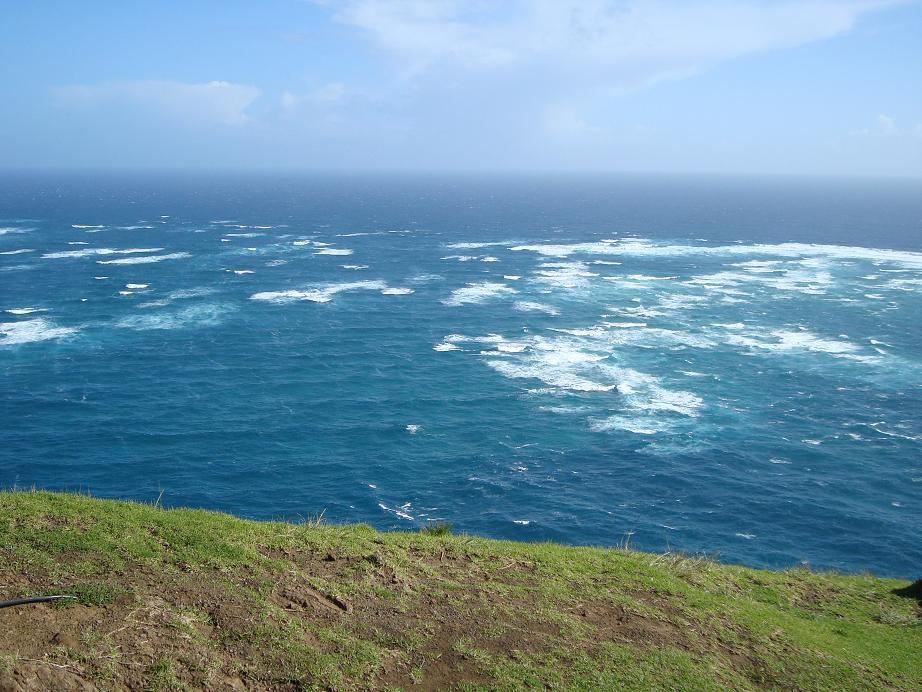
De Tasmanzee (links) ontmoet de Grote Oceaan (rechts)

Cape Reinga wordt in het algemeen gezien als de scheiding tussen de Tasmanzee in het westen en de Grote Oceaan in het oosten. Vanaf de vuurtoren is het mogelijk om de getijstromen van de twee zeeën te onderscheiden en het onrustige water hierdoor voor de kust te zien. De Maori zien dit als de ontmoeting tussen de Te Moana-a-Rehua (de zee van Rehua) met de Tai-o-Whitirea (de zee van Whitirea), respectievelijk een man en een vrouw. 
De kaap wordt vaak gezien als het noordelijkste punt van het Noordereiland en daarmee als het noordelijkste punt van geheel Nieuw-Zeeland. Echter ligt de noordkaap van Nieuw-Zeeland, 30 kilometer ten oosten van Cape Reinga, 3 kilometer noordelijker. Een andere kaap, net ten westen van Cape Reinga is Cape Maria van Diemen, die de Nederlandse ontdekkingsreiziger Abel Tasman zo heeft genoemd tijdens zijn reis in 1642. Tasman dacht dat hij het noordelijkste punt van het nieuwe land Staten Landt had ontdekt. 